# Mario Zanin
Mario Zanin (nascido em 3 de julho de 1940) é um ex-ciclista italiano, profissional entre 1965 e 1968.
Como um ciclista amador, ele participou nos Jogos Olímpicos de Tóquio 1964, onde foi o vencedor e recebeu a medalha de ouro na prova de estrada individual, à frente de Kjell Rodian e Walter Godefroot.
Como profissional, destaca uma vitória de etapa na Volta à Espanha em 1966.